# Rebel Extravaganza
Albums de Satyricon
Intermezzo II
(1999) Volcano
(2002)
Rebel Extravaganza est le quatrième album studio du groupe de black metal symphonique norvégien Satyricon. L'album est sorti en 1999 sous le label Nuclear Blast Records.
Cet album marque une certaine rupture dans le style du groupe par rapport à ses prédécesseurs : en effet, les instruments comme la flûte et la guitare acoustique sont supprimés et sont remplacés par des éléments Metal industriel, inexistants auparavant.
Dans la ré-édition de 2006, les titres de l'EP Intermezzo II y sont ajoutés.

## Musiciens
- Satyr - Chant, Guitare, Basse, Claviers
- Frost - Batterie

## Liste des morceaux
1. Tied in Bronze Chains – 10:56
2. Filthgrinder – 6:39
3. Rhapsody in Filth – 1:38
4. Havoc Vulture – 6:45
5. Prime Evil Renaissance – 6:13
6. Supersonic Journey – 7:49
7. End of Journey – 2:18
8. A Moment of Clarity – 6:40
9. Down South, Up North – 1:13
10. The Scorn Torrent – 10:23
11. I.N.R.I. [Édition Deluxe]
12. Nemesis Divina (Clean Vision Mix) [Édition Deluxe]
13. Blessed From Below (Melancholy Oppression Longing) [Édition Deluxe]